# مارغريت ليندساي وليامز
مارغريت ليندساي وليامز (بالإنجليزية: Margaret Lindsay Williams)‏ (و. 1888 – 1960 م) هي رسامة، وفنانة ويلزية، ولدت في كارديف، توفيت في لندن، عن عمر يناهز 72 عاماً.

## التعليم
تعلمت في الأكاديمية الملكية للفنون.